# CCDC115
CCDC115 (англ. Coiled-coil domain containing 115) – білок, який кодується однойменним геном, розташованим у людей на 2-й хромосомі. Довжина поліпептидного ланцюга білка становить 180 амінокислот, а молекулярна маса — 19 761.
| 10         |  | 20         |  | 30         |  | 40         |  | 50         |
| ---------- |  | ---------- |  | ---------- |  | ---------- |  | ---------- |
| MAALDLRAEL |  | DSLVLQLLGD |  | LEELEGKRTV |  | LNARVEEGWL |  | SLAKARYAMG |
| AKSVGPLQYA |  | SHMEPQVCLH |  | ASEAQEGLQK |  | FKVVRAGVHA |  | PEEVGPREAG |
| LRRRKGPTKT |  | PEPESSEAPQ |  | DPLNWFGILV |  | PHSLRQAQAS |  | FRDGLQLAAD |
| IASLQNRIDW |  | GRSQLRGLQE |  | KLKQLEPGAA |  |            |  |            |

A: Аланін

C: Цистеїн

D: Аспарагінова кислота

E: Глутамінова кислота

F: Фенілаланін

G: Гліцин

H: Гістидин

I: Ізолейцин

K: Лізин

L: Лейцин

M: Метіонін

N: Аспарагін

P: Пролін

Q: Глутамін

R: Аргінін

S: Серин

T: Треонін

V: Валін

W: Триптофан

Задіяний у такому біологічному процесі, як альтернативний сплайсинг. 
Локалізований у цитоплазматичних везикулах, лізосомі, ендосомах.